# Pan od muzyki (album Bartka Królika)
Pan od muzyki – debiutancki album studyjny Bartka Królika. Wydawnictwo ukazało się 28 lutego 2020 roku nakładem wytwórni BMR Bear Music Records.
Album zadebiutował na 25. miejscu polskiej listy sprzedaży - OLiS.
Wydawnictwo promowały utwory: "Raj", "Zapamiętać wszystko" oraz "Ręka".

## Lista utworów
Opracowano na podstawie materiału źródłowego.
| 1.  | Z ręką na sercu | 4:31  |
|     | muz. Bartek Królik, Marek Piotrowski, Paulina Przybysz, Natalia Przybysz sł. Bartek Królik, Paulina Przybysz, Natalia Przybysz |       |
| 2.  | Raj | 3:17  |
|     | muz. Bartek Królik, Marek Piotrowski sł. Bartek Królik, Włodzimierz Dembowski                                                  |       |
| 3.  | Więcej pary | 3:05  |
|     | muz. Bartek Królik, Marek Piotrowski sł. Bartek Królik                                                                         |       |
| 4.  | Niski ton | 4:00  |
|     | muz. Bartek Królik, Marek Piotrowski sł. Bartek Królik                                                                         |       |
| 5.  | Ten tłusty bit | 3:13  |
|     | muz. Bartek Królik, Marek Piotrowski sł. Bartek Królik                                                                         |       |
| 6.  | Sobą być feat. Udoo | 4:07  |
|     | muz. Bartek Królik, Marek Piotrowski sł. Bartek Królik                                                                         |       |
| 7.  | Chodź feat. Udoo | 3:52  |
|     | muz. Bartek Królik, Marek Piotrowski sł. Bartek Królik                                                                         |       |
| 8.  | Historia | 3:12  |
|     | muz. Bartek Królik, Marek Piotrowski sł. Bartek Królik                                                                         |       |
| 9.  | Nad rzekę | 2:59  |
|     | muz. Bartek Królik, Marek Piotrowski, Wojciech Doleżyczek sł. Bartek Królik                                                    |       |
| 10. | Ręka feat. Szałowy Piotrek | 3:40  |
|     | muz. Robert Krawczyk (DrySkull), Bartek Królik sł. Bartek Królik                                                               |       |
| 11. | Zapamiętać wszystko | 3:00  |
|     | muz. Bartek Królik, Marek Piotrowski sł. Bartek Królik                                                                         |       |
| 12. | Zostaw go feat. Udoo | 4:17  |
|     | muz. Bartek Królik, Marek Piotrowski sł. Bartek Królik                                                                         |       |
|     | | 43:13 |
|     | |       |